# یواس‌اس التیا (۱۸۶۳)
یواس‌اس التیا (۱۸۶۳) (به انگلیسی: USS Althea (1863)) یک کشتی بود که طول آن ۷۰ فوت (۲۱ متر) بود. این کشتی در سال ۱۸۶۳ ساخته شد.